# Юнацький чемпіонат Європи з футболу (U-17) 2026 (кваліфікаційний раунд)
Кваліфікаційний раунд Юнацького чемпіонату Європи з футболу (U-17) 2026 року — пройде у два етапи. У першому раунді 54 команди визначать 28 збірних, які пройдуть до другого раунду кваліфікації турніру. В другому раунді 28 команд визначать 7 збірних, які у фінальному турнірі, що відбудеться в Естонії, розіграють звання чемпіона Європи у цій віковій категорії. Естонія пройшла автоматично до фінальної частини турніру як країна-господар змагання (хоча і візьме участь у кваліфікації поза конкурсом).